# Girmeli, Nusaybin
Girmeli là một thị trấn thuộc huyện Nusaybin, tỉnh Mardin, Thổ Nhĩ Kỳ. Dân số thời điểm năm 2010 là 4.057 người.